# Gabrielle Kaufmann-Kohler
Gabrielle Kaufmann-Kohler (* 3. November 1952 in Mülhausen) ist eine Schweizer Rechtswissenschaftlerin mit Schwerpunkten in den Bereichen Internationales Privatrecht und Internationale Schiedsgerichtsbarkeit.

## Biographie
Gabrielle Kaufmann-Kohler wurde als Tochter eines reformierten Pfarrers geboren und wuchs in Basel auf. Nach Studienabschlüssen in Rechtswissenschaften 1974 an der Universität Genf und 1977 an der Universität Basel wurde sie 1979, betreut von Frank Vischer, promoviert. Seit 1976 ist sie als Anwältin in Genf und seit 1982 ebenfalls im US-Bundesstaat New York zugelassen. Von 1985 bis 1995 war sie Partnerin der Kanzlei Baker & McKenzie und zwischen 1996 und 2007 Partnerin der Kanzlei Schellenberg Wittmer. Im Jahr 2008 war sie Mitbegründerin der auf Schiedsgerichtsbarkeit spezialisierten Kanzlei Lévy Kaufmann-Kohler, wo sie seitdem als Partnerin tätig ist.
Von 1997 bis zu ihrer Emeritierung 2018 lehrte Kaufmann-Kohler als Professorin an der Fakultät für Rechtswissenschaften der Universität Genf und wirkt dort seitdem als Honorarprofessorin.
Kaufmann-Kohler präsidierte 1996, 1998 und 2000 die Ad-hoc-Abteilung des Internationalen Sportgerichtshofes (TAS) für die Olympischen Spiele und war als erste Frau Mitglied des Schiedsgerichts des America’s Cup. Sie ist Mitglied der American Arbitration Association und war Präsidentin der Schweizerischen Vereinigung für Schiedsgerichtsbarkeit (Swiss Arbitration Association, ASA).
Anlässlich der Generalversammlung 2006 wurde sie in den Verwaltungsrat der UBS AG gewählt. Sie war Vorsitzende des Governance and Nominating Committee und Mitglied des Corporate Responsibility Committee. Sie hat dieses Mandat auf die Generalversammlung von Mitte April 2009 zur Verfügung gestellt. 
Kaufmann-Kohler war bzw. ist ausserdem in zahlreichen Kommissionen tätig, wie zum Beispiel der Internationalen Handelskammer (ICC), des Internationalen Zentrums zur Beilegung von Investitionsstreitigkeiten (ICSID), der Weltorganisation für geistiges Eigentum (WIPO/OMPI) und des Schiedsrichter- und Mediatorengremiums des Internationalen Komitees des Roten Kreuzes.
Des Weiteren ist sie Redakteurin u. a. für die juristische Fachzeitschrift Jusletter.

## Veröffentlichungen (Auswahl)
- La clause d'élection de for dans les contrats internationaux. Helbing & Lichtenhahn, Basel & Frankfurt a. M. 1980, ISBN 3-7190-0763-4.
- Arbitration at the Olympics. Issues of fast-track dispute resolution and sports law. Kluwer Law International, Den Haag 2001, ISBN 90-411-1696-6.
- mit Thomas Schultz: Online dispute resolution. Challenges for contemporary justice. Schulthess; Kluwer Law International, Zürich, Den Haag 2004, ISBN 90-411-2318-0.
- mit Michele Potestà: Investor-State Dispute Settlement and National Courts. Current Framework and Reform Options. 1. Auflage. Springer Berlin Heidelberg, Berlin, Heidelberg 2020, ISBN 978-3-030-44164-7.